# Каждый твой вдох
«Каждый твой вдох» (англ. Every Breath You Take; в англоязычном прокате также известен под названием You Belong to Me) — американский триллер, снятый Воном Стайном по сценарию Дэвида Маррея. В главных ролях: Кейси Аффлек, Мишель Монаган, Сэм Клафлин и Вероника Феррес.

## Сюжет
Филипп Кларк ― психиатр, который живёт мирной жизнью со своей женой Грейс и дочерью Люси, скорбя о смерти своего сына, погибшего в автомобильной аварии три года назад. Среди пациентов доктора Кларка есть девушка по имени Дафна, которая боролась с депрессией и страдала из-за отношений с жестоким абьюзером, которого наконец смогла оставить, благодаря лечебной терапии Филиппа. На последнем сеансе она обсуждает своего брата, которого описывает как очаровательного и проницательного человека, и делится с Филиппом своими сожалениями о негативном отношении к нему в прошлом. Оставив болезнь позади, Дафна пишет книгу о своей депрессии, которая привела её к нескольким попыткам суицида и пребыванию в психиатрическом учреждении более года.
Совершенно неожиданно Дафна снова связывается со своим врачом и сообщает о трагической гибели своей лучшей подруги Джоан в дорожно-транспортном происшествии. А позднее Дафну находят мёртвой возле её собственного дома. Филлип Кларк встречает убитого горем мужчину, который представляется Джеймсом Флэггом — братом умершей девушки и пытается его утешить.
Джеймс приходит домой к Филлипу Кларку, чтобы забрать книгу своей сестры, которую Дафна оставляла своему врачу почитать, и застаёт жену Филлипа, Грейс, которая гостеприимно приглашает мужчину поужинать с ними. За ужином выясняется, что Джеймс — писатель и Филлип Кларк решает купить одну из его книг, которая прибудет к покупателю лишь через две недели.
Грейс тайно встречается с Джеймсом, чтобы обсудить продажу дома его сестры. Их явно влечет друг к другу и женщина признаётся Джеймсу, что несмотря на свою профессию душевного врача, сам Филипп не смог справиться с болью потери сына, поэтому их брак постепенно разрушается. Филипп подозревает, что происходит между ними и просит Джеймса держаться подальше от его семьи. Грейс, несмотря на это, снова встречается с Джеймсом с целью разорвать порочную связь между ними, но её слабые попытки ни к чему не приводят и они занимаются сексом. Позднее Джеймс Флэгг подаёт официальную жалобу в Вашингтонский совет психиатрии на Филиппа Кларка, и врача отстраняют от практики до тех пор, пока расследование смерти его пациентки не подойдет к концу.
Джеймс Флэгг знакомится с дочерью Кларка — Люси, у которой в прошлом были проблемы, вызванные её горем в связи с потерей брата и эмоциональной дистанцией с отцом и мачехой. Джеймс очаровывает девушку и заботливо поддерживает её, вследствие чего у них завязывается романтическая связь. Люси выражает желание сбежать из дома, и мужчина охотно подхватывает её намерения, советуя ей немедля возвращаться и собирать вещи, чтобы они могли сделать это вместе. Однако позже совершенно игнорирует её телефонные звонки и сообщения, из-за чего Люси расстроена и сбита с толку.
По пути Джеймс случайно встречает Грейс, у которой по дороге в аптеку сломалась машина и любезно предлагает свою помощь, а затем приглашает подвезти её на своей. Грейс соглашается и садится к нему в машину. Джеймс пытается инсценировать аварию, намеренно двигаясь навстречу проезжающему грузовику. Получив тревожный звонок от Грейс, Филипп преследует их, но, за несколько секунд до столкновения, машина Джеймса сворачивает и останавливается. Дома Грейс и Филипп предупреждают Люси, что Джеймс Флэгг — больной и опасный безумец, но Люси им не верит. Филиппу звонит коллега — доктор Тот, который сообщает, что Флэгг поступил в психиатрическое учреждение из-за слуховых галлюцинаций, и просит поговорить с ним. В больнице Филипп противостоит Джеймсу, который признается, что читал книгу Дафны, рассказывающую о её сеансах с врачом, а также о семейном прошлом Филиппа. Когда его препровождают обратно в камеру, Джеймс маниакально говорит Филиппу, что он «всё ещё пахнет» Грейс.
Филипп наконец получает злополучную книгу, где на задней стороне обложки находит информацию о настоящем Джеймсе Флэгге. Он узнаёт, что Джеймс никакой не брат Дафне, его настоящее имя — Эрик Далтон, а Дафна на самом деле была его девушкой. И что это именно он инсценировал смерть подруги Дафны Джоан, чтобы хитростью и обманом заставить убитую горем девушку к нему вернуться. Когда же Дафна отказывается, Далтон убивает её, подстраивая всё так, чтобы это выглядело самоубийством. Филипп сейчас же звонит Тоту, чтобы рассказать об истинной сущности Далтона, и велит ему запереть психопата, но слишком поздно — Далтон уже сбежал из-под надзора. Понимая, что Далтон нацелился на Люси, Филипп и Грейс спешат домой, куда поддельный «Джеймс» прибывает первым и нападает на Люси. Филипп и Грейс вбегают в дом и после жестокой борьбы с преступником Грейс убивает его. Все трое обнимаются, когда приближаются полицейские сирены.

## В ролях
- Кейси Аффлек — Филлип
- Мишель Монаган — Грэйс
- Сэм Клафлин — Джеймс
- Вероника Феррес — Ванесса
- Индиа Айсли — Люси
- Хиро Канагва — доктор Тот
- Лилли Круг — Лилли Фаннинг

## Производство
В июне 2012 года было объявлено, что Роб Райнер снимет фильм по сценарию Дэвида Маррея. В октябре 2012 года было объявлено, что Харрисон Форд и Зак Эфрон присоединились к актёрскому составу фильма. В октябре 2019 года стало известно, что Кейси Аффлек, Мишель Монаган, Сэм Клафлин и Вероника Феррес присоединились к актёрскому составу, а Форд и Эфрон больше не принимают участия в проекте, Кристин Джеффс заменил Райнера. В декабре 2019 года стало известно, что Вон Стайн заменит Джеффа.

### Съёмки
Съёмочный период начался в декабре 2019 года.